# Бальцерский кантон
Бальцерский кантон — административно-территориальная единица АССР немцев Поволжья, существовавшая в 1922 — 1941 годах. Административный центр - город Бальцер.
В 1920 году в составе Голо-Карамышского уезда Трудовой коммуны немцев Поволжья был образован Карамышский район с центром в Голом Карамыше. По данным на 1 августа 1921 года в районе было 11 селений.
22 июня 1922 года Карамышский район был преобразован в Голо-Карамышский кантон. При этом к нему были присоединены 5 селений Медведицкого района и 1 селение Верхне-Иловлинского района.
В 1927 году Голо-Карамышский кантон был переименован в Бальцерский кантон.
7 сентября 1941 года в результате ликвидации АССР немцев Поволжья Бальцерский кантон был передан в Саратовскую область и преобразован в Красноармейский район.

## Административно-территориальное деление
По состоянию на 1 апреля 1940 года кантон делился на 12 сельсоветов:
- Антонский,
- Ахматский,
- Бейдекский,
- Бобровский,
- Гуккский,
- Денгофский,
- Куттерский,
- Моорский,
- Мордовинский,
- Норкинский,
- Старо-Топовский,
- Шиллингский